# Thelypteris christensenii
Thelypteris christensenii är en kärrbräkenväxtart som först beskrevs av Christ, och fick sitt nu gällande namn av C. Reed. Thelypteris christensenii ingår i släktet Thelypteris och familjen Thelypteridaceae. Inga underarter finns listade.